# Torptjärnen (Kroppa socken, Värmland, 660846-142257)
Torptjärnen är en sjö i Filipstads kommun i Värmland och ingår i Göta älvs huvudavrinningsområde.